# Prunoy
Prunoy /pʀyˈnwa/ è un comune francese di 308 abitanti situato nel dipartimento della Yonne nella regione della Borgogna-Franca Contea.

## Società

### Evoluzione demografica
Abitanti censiti